# Sip Song Chu Tai
I Sip Song Chu Tai o Sip Song Chao Thai (letteralmente: dodici principi o principati tai; in vietnamita: Mười hai xứ Thái; in thai: สิบสองจุไทย o สิบสองเจ้าไท; in lao: ສິບສອງຈຸໄຕ o ສິບສອງເຈົ້າໄຕ; in cinese: 泰族十二州) sono stati una regione storica e una federazione di 12 principati (in lingua lao: ເມືອງ, traslitterato mueang) formata da alcuni popoli tai, in particolare dai tai dam, tai khao e tai daeng, nella zona montana comprendente le odierne province di Son La, Lao Cai, Lai Chau e Dien Bien del Vietnam nord-occidentale.

## Storia

### Migrazione dei popoli Tai
La progressiva espansione degli Han cinesi nei territori a sud del Fiume Azzurro a partire dal VI secolo a.C. ebbe luogo in un lungo arco di tempo e costrinse le popolazioni autoctone a emigrare. Buona parte di tali popolazioni era formata da proto-Tai che si spostarono per fuggire alla dominazione Han e per cercare nuovi terreni coltivabili. Gli Han completarono la conquista delle coste meridionali nei primi secoli dell'era cristiana e vi fu un'ulteriore emigrazione verso ovest dei Tai, che si stanziarono in un ampio arco di territori compresi tra l'odierno Guangxi e la valle del Brahmaputra. Si arricchirono nelle nuove terre in virtù delle avanzate tecniche di coltura del riso e di irrigazione che possedevano.

### Stanziamenti Tai nella valle del fiume Nero
È stato ipotizzato che i primi proto-Tai stanziatisi lungo la valle del fiume Nero e nei territori corrispondenti alle zone di confine tra gli odierni Laos del nord-est e Cina del sud-ovest fossero arrivati inizialmente nella zona dove si trova Dien Bien Phu, conosciuta anticamente come Mueang Thaeng. Questi Tai possono essere considerati i progenitori di thai, laotiani e di tutti gli altri popoli tai del Sud-est asiatico che si vennero a formare. I proto-Tai si espansero nei secoli successivi ai danni di pre-esistenti e disorganizzate tribù di aborigeni Austronesiani e Austroasiatici, fondando lungo i fiumi una serie di villaggi che si consociarono in piccoli principati conosciuti come mueang, nome inizialmente attribuito al maggiore di questi villaggi e allo stesso principato, retto da un signore conosciuto come chao (in lao: ເຈົ້າ). L'arrivo nella zona di Dien Bien Phu e l'espansione successiva viene ricordata nella leggenda di Khun Borom, mitico capo-stipite dei popoli tai.
Nella zona montana dei fiumi Nero e Rosso, nei primi secoli dopo Cristo Cinesi e Vietnamiti tentarono di espandersi e i locali Tai, soprattutto per difendersi, si associarono nelle mueang, in cui gli abitanti dei villaggi minori ricambiavano la protezione garantita dal chao con prodotti locali o prestazione lavorative. Cinesi e Vietnamiti preferirono concentrarsi nelle più grandi e fertili valli, stimando di poca importanza la conquista di quei territori, e riconobbero i chao locali in cambio di tributi annui. I popoli Tai più rappresentativi dei Sip Song Chu Tai sono i Dam, i Khao e i Daeng, che rimasero relativamente isolati e si differenziarono rispetto agli altri popoli Tai formatisi ad ovest e a sud tra l'VIII e l'XI secolo.

### Formazione e sviluppo dei Sip Song Chu Tai
In seguito, le popolazioni Tai delle valli montane dei fiumi Rosso e Nero resistettero alle invasioni mongole del XIII secolo e mantennero la propria autonomia nei secoli successivi pagando tributi ai Cinesi, ai Dai Viet e ai laotiani di Lan Xang. Risalendo i fiumi Rosso e Nero, i Tai della zona intensificarono i commerci con le province cinesi dello Yunnan e del Guangxi. In mancanza di documenti ufficiali, si è ipotizzato che la confederazione di Sip Song Chu Thai sia stata formalizzata da questi popoli nel XVII secolo, se non prima. Dopo l'istituzione, la confederazione fu tributaria a turno del Regno di Luang Prabang, uno dei tre Stati laotiani formatisi dal frazionamento di Lanxang, della Birmania e del Dai Viet con capitale a Huế, in particolar modo con l'avvento della dinastia Nguyễn, che unificò il Dai Viet all'inizio del XIX secolo.
Nella seconda metà dell'Ottocento i britannici conquistarono la Birmania e i francesi la Cambogia e il Dai Viet, il Regno di Luang Prabang, passato alla fine del Settecento sotto il controllo siamese, divenne quindi di grande importanza strategica, ambito da entrambe le potenze europee che intendevano espandere ulteriormente la propria influenza. In quel periodo una banda di rifugiati cinesi denominata esercito della bandiera nera iniziò le sue scorrerie in entrambi i lati della frontiera tra Luang Prabang e il Vietnam. I siamesi stentavano a controllare questi ribelli e nel 1886 permisero ai francesi di aprire un consolato a Luang Prabang per contribuire a risolvere il problema e per demarcare le frontiere tra Vietnam e Laos. Fu l'inizio della penetrazione nei territori laotiani dei francesi.

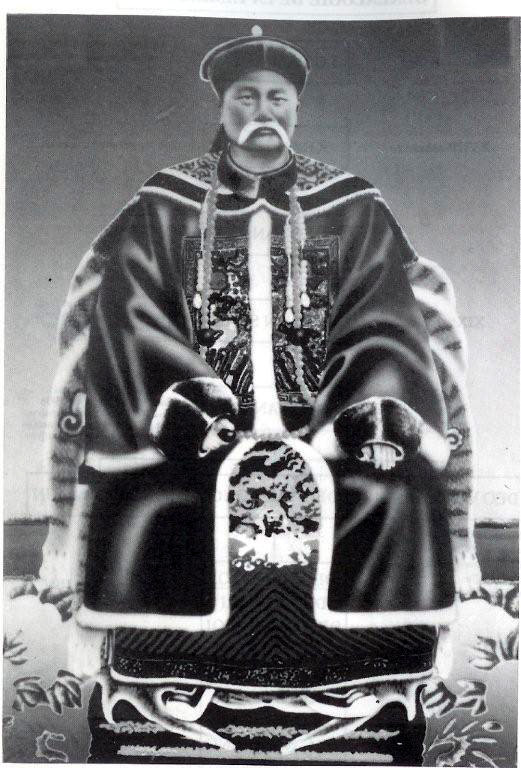
Đèo Văn Trị

### Protettorato francese
Nel 1885, con la fine della guerra franco-cinese, i francesi avevano portato a termine la colonizzazione dell'intero Vietnam e i siamesi, allarmati dalla pressione che ne risultava su Luang Prabang e per stabilire confini favorevoli, nel 1886 occuparono le mưeang dei Sip Song Chu Tai, reprimendo le bandiere nere che avevano là le loro basi. Le bandiere nere si allearono con il potente chao dei Tai khao di Lai Chau Đèo Văn Trị e le loro truppe congiunte devastarono Luang Prabang nel giugno 1887; il re laotiano fu messo in salvo dai francesi e sulla via del ritorno i ribelli occuparono e annetterono ai Sip Song Chu Tai diverse municipalità.

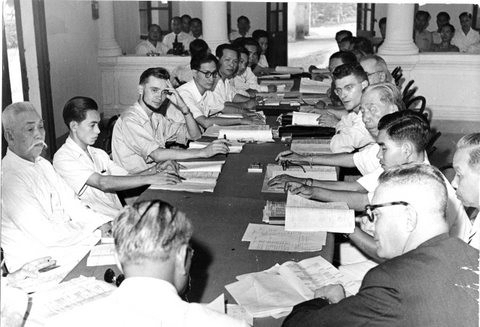
Il consiglio della Fédération Thaï nel 1950

Nel 1888 i francesi cacciarono i siamesi dopo essersi alleati con le bandiere nere ed occuparono a loro volta la zona siglando nel 1889 un accordo con Đèo Văn Trị riconoscendolo capo dei Tai locali e Seigneur de Lai Chau. I Sip Song Chu Tai divennero un protettorato autonomo chiamato Pays Thaï. I francesi allontanarono definitivamente l'influenza del Siam dai territori laotiani sconfiggendolo nella guerra franco-siamese del 1893, con la quale il re di Bangkok Rama V fu costretto a cedere agli europei tutti i territori sulla riva sinistra del Mekong.
Nel 1948 la confederazione Tai fu riconosciuta come Stato indipendente con il nome Fédération Thaï all'interno dell'Unione francese, l'organismo coloniale globale che aveva sostituito le colonie locali dopo la fine della seconda guerra mondiale. Membri della Fédération Thaï furono ufficialmente schierati con i francesi durante la guerra d'Indocina, in particolare i tai khao del clan di Đèo Văn Trị, mentre una parte della popolazione combatté a fianco dei comunisti nord-vietnamiti Viet Minh.

### Da federazione di principati a regione autonoma
Con la disfatta francese del 1954 nella battaglia di Dien Bien Phu e il trionfo dei Viet Minh, che fondarono il Vietnam del Nord, buona parte dei thái collaborazionisti si rifugiarono in Francia, Australia o Stati Uniti. Tra questi vi fu Đèo Văn Long, figlio di Đèo Văn Trị, che ne aveva raccolto l'eredità ed era stato a capo della confederazione Tai e della Fédération Thaï. Il territorio della Fédération Thaï fu nel 1955 assegnato alla Regione autonoma dei thái-mèo (in lingua viet Khu tự trị Thai-Mèo) che nel 1961 fu ribattezzata Regione autonoma del Nordovest. Alla fine della guerra del Vietnam, nel 1975 la regione fu abolita.
In seguito, i popoli che facevano parte dei Sip Song Chu Tai sono stati uniti in un unico gruppo chiamato thái, uno dei 54 gruppi etnici in Vietnam riconosciuti dal governo centrale. Le etnie di questo gruppo sono i tai dam, i tai khao, i phu thai, i tai daeng, i tai thanh e i tai hang tong, che fanno parte dei popoli tai e parlano ognuna un proprio idioma compreso nelle lingue tai sud-occidentali.